# Diphenyldiselenid
Diphenyldiselenid ist eine chemische Verbindung mit der Summenformel (C6H5)2Se2, abgekürzt auch als Ph2Se2. Der orangefarbene Feststoff ist ein oxidiertes Derivat des Selenophenols. Es wird in der organischen Synthese zum Einführen von PhSe-Einheiten benutzt.

## Darstellung
Diphenyldiselenid wird gewonnen durch Umsetzung des Grignard-Reagenzes Phenylmagnesiumbromid (PhMgBr) mit Selen unter Erhitzen sowie anschließender Oxidation durch Brom (Br):
{\displaystyle \mathrm {PhMgBr+Se\longrightarrow PhSeMgBr} }
{\displaystyle \mathrm {2\,PhSeMgBr+Br_{2}\longrightarrow Ph_{2}Se_{2}+2\,MgBr_{2}} }

## Eigenschaften
Diphenyldiselenid besitzt eine zentrosymmetrische Struktur mit einer Se-Se-Bindungslänge von 2,29 A.

## Reaktionen
Charakteristische Reaktionen von Diphenyldiselenid sind Reduktion und Chlorierung:
{\displaystyle \mathrm {Ph_{2}Se_{2}+2\,Na\longrightarrow 2\,PhSeNa} }
{\displaystyle \mathrm {Ph_{2}Se_{2}+Cl_{2}\longrightarrow 2\,PhSeCl} }
Phenylnatriumselenid (PhSeNa) ist ein nützliches Nukleophil, das benutzt werden kann, um durch nukleophile Substitution eines Alkylhalogenids, einer Mesylgruppe, einer Tosylgruppe oder eines Epoxids eine Phenylselenylgruppe einzuführen. Das nachfolgende Beispiel stammt aus der Morphinsynthese:
Phenylselenchlorid  (PhSeCl) ist ein wirkungsvolles Elektrophil, mit dem Phenylselenylgruppen in zahlreiche Nukleophile wie Enolate,  Silylenolether, Grignard-Verbindungen, Lithiumorganische Verbindungen, Alkene und Amine eingeführt werden können. In der nachfolgend gezeigten Reaktion (frühe Reaktionsschritte der Synthese von Strychnofolin) wird eine Phenylselenylgruppe durch die Reaktion von PhSeCl mit einem Lactam-Enolat eingeführt. Die Reaktionssequenz ist eine wirkungsvolle Methode zur Umwandlung von Carbonylverbindungen in ihre α,β-ungesättigen Analoga.
Diphenyldiselenid selbst ist ebenfalls eine Quelle für die schwach elektrophile Phenylselenylgruppe, es kann allerdings nur in Reaktion mit starken Nukleophilen wie Grignard-Reagenzien, Lithiumverbindungen und Enolestern benutzt werden. PhSeCl ist sowohl reaktiver wie auch effizienter, da mit Ph2Se2 die Hälfte des Selens verschwendet wird.
{\displaystyle \mathrm {Ph_{2}Se_{2}+Nu^{-}\longrightarrow PhSeNu+PhSe^{-}} }
N-Phenylselenphthalimid (N-PSP) kann benutzt werden, falls PhSeCl zu stark und Diphenyldiselenid zu verschwenderisch ist.